# Sumpafallen

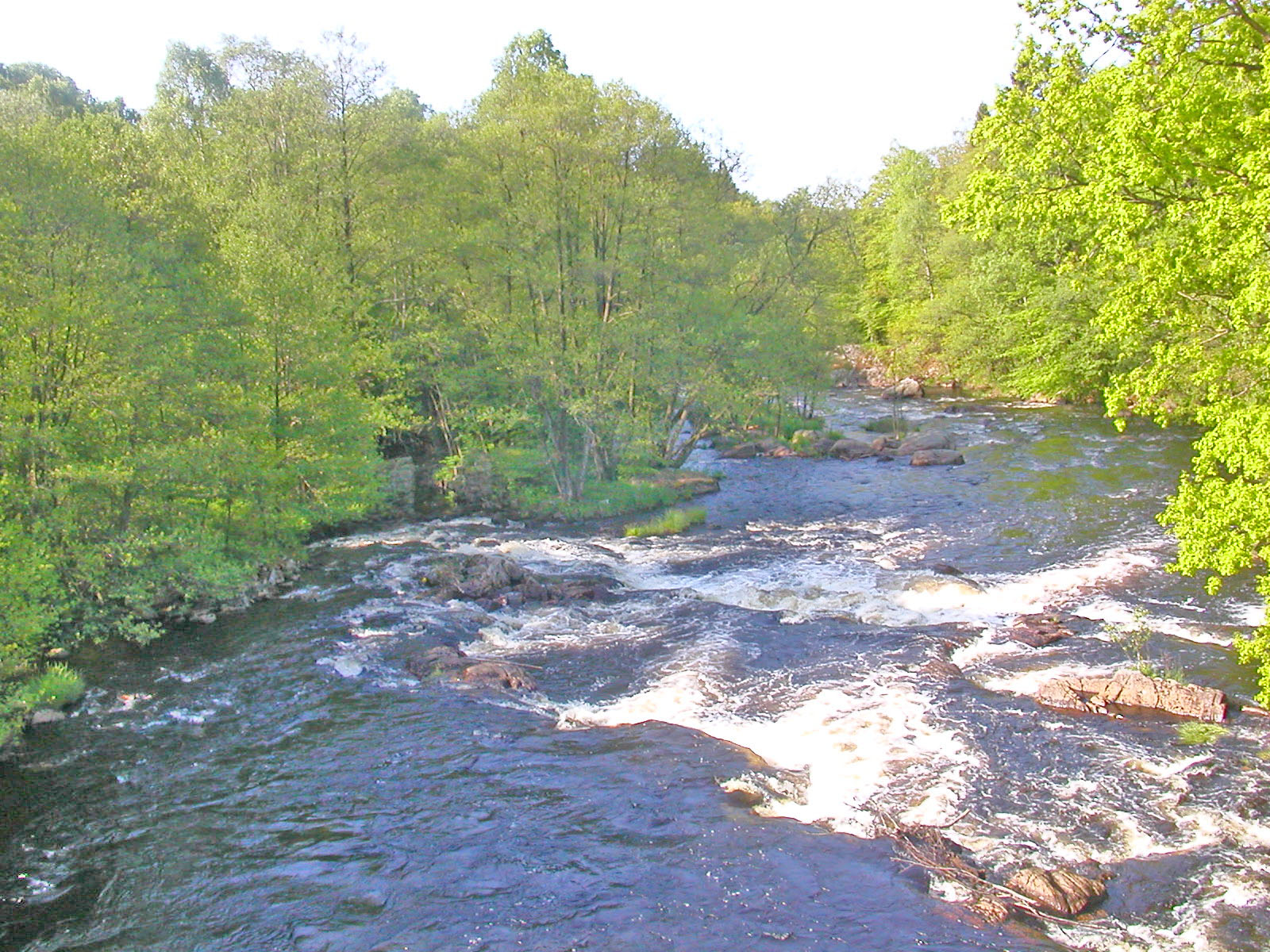
Foto des Naturschutzgebiets von Norden.

Sumpafallen ist ein Naturschutzgebiet am Fluss Högvadsån. Das Reservat hat eine Fläche von 56 Hektar und liegt in der schwedischen Gemeinde Falkenberg. Es ist ein Reichsinteresse für den Naturschutz. Sumpafallen ist auch nach einer Entscheidung der Regierung im Jahr 1995 ein Natura 2000-Gebiet.
Das Reservat besteht neben dem Högvadsån und seinen Stromschnellen hauptsächlich aus Laubwald und Weideland. Zu den Arten, die im Reservat gefunden werden, gehören Wechselblättriges Milzkraut, Leberblümchen, Sumpf-Pippau, Bitteres Schaumkraut und Einbeere. Im Wasser gibt es Flussperlmuschel, Wildlachs und Forellen. 